# Karen Mulder
Karen Mulder (1 de junio de 1970) es una ex modelo y cantante de los Países Bajos. Durante los años 90, tuvo una exitosa carrera como modelo y fue reconocida como una “top model” de clase a nivel mundial por diversos medios de comunicación. En su país natal, Países Bajos, Mulder es bien recordada por su ruptura pública y posterior intento de suicidio.

## Carrera
Nació en 1970 y se crio en La Haya y Voorburg. Su padre, Ben, es inspector de Hacienda y su madre, Marijke, es secretaria. Karen tiene una hermana menor, Saskia, que se convirtió en actriz después de una temporada estudiando economía. En 1985, su familia viajó al sur de Francia de campismo. Karen encontró en un periódico el anuncio de un concurso de la agencia de modelos Elite "Look of the Year". Un amigo cogió algunas fotografías que tenía de ella y las envió a Elite sin el conocimiento de Karen. Ganó el concurso preliminar en Ámsterdam, y llegó a la final del certamen, quedando en segundo lugar. Pronto se trasladó a París para su primera sesión de modelaje. Luego, dejó el bachillerato para viajar a Italia con su madre para una sesión de fotos oficiales, y luego a París a la escuela de modelos, Elite, donde se hizo cargo de su carrera.
En su segundo año en la pasarela, ya estaba modelando para Valentino, Yves Saint Laurent, Lanvin, Versace y Giorgio Armani. Apareció en la portada de Vogue y en poco tiempo, consiguió un contrato para la conjetura en 1991, cuando tenía 21 años de edad. Pronto apareció en la portada de Vogue británico y en una campaña publicitaria de Nivea.
También apareció en otras campañas que incluyen a Calvin Klein, Claude Montana, Ralph Lauren, el perfume de Yves Saint-Laurent Rive Gauche, así como Guerlain, Chloé, Revlon, Jacques Fath, Gianfranco Ferré, Gianni Versace, Chanel y Hervé Léger. Karen ha trabajado con algunos de los fotógrafos más grandes de la moda, como Javier Vallhonrat, Peter Lindbergh, Patrick Demarchelier, Bruce Weber, Helmut Newton, Vadukul Max, Gilles Bensimon, Fabrizio Ferri, Steven Meisel, Irving Penn, Robert Erdmann y Elgort Arthur.
Uno de los primeros números de la revista Top Model se dedicó por completo a Mulder junto con todo un número de Vogue Italia. Sus dos apariciones en Sports Illustrated, Swimsuit Issue en 1997 y 1998, y sus poses para el catálogo de Victoria Secret mostraron el mayor perfil de Karen.
Llamada "La rubia con clase" por los editores de Vogue, pasó a compartir pasarelas con modelos como Kate Moss, Cindy Crawford, Claudia Schiffer, Valeria Mazza y Naomi Campbell. 
En ese momento en su carrera ella estaba ganando hasta 10.000 libras al día. Karen Mulder se retiró del modelaje el año 2000.
Después, trató de tener otras carreras. Probó en la actuación, haciendo su debut en el cortometraje francés “A Theft, One Night “(Un robo, una noche) en 2001. También inició su carrera en la música, pero tuvo un éxito limitado. Su primer intento de establecer una carrera musical fue su versión de Gloria Gaynor "I Am What I Am", que apareció en las listas de música francesa durante un tiempo en el verano de 2002.
En 1988, a la edad de 18 años, Mulder se casó con el fotógrafo francés René Bosne. En 1993, su matrimonio se había derrumbado y se divorciaron. Mulder dice que su vida cambió en 1993 cuando fue yendo y viniendo desde aeropuerto en aeropuerto, con muy poco tiempo en casa. Durante esa etapa de su vida, conoció a un empresario inmobiliario (también llamado "desarrollador de bienes raíces"), Jean-Yves Le Fur, en el área de espera de un aeropuerto de París. Pronto se comprometieron.
Le Fur comenzó a manejar fuera de la pasarela la carrera de Karen. En 1995, colaboró con Hasbro en una muñeca de Karen Mulder, lo que estimuló el desarrollo de toda una línea de muñecas inspirada en supermodelos del momento. Le Fur y Mulder hicieron un infocomercial y un vídeo. El proyecto favorito de Mulder fue un CD-ROM de belleza en la que dio consejos de maquillaje, ejercicios y belleza. En 1995, compra un castillo en Francia y establece un plan para proporcionar vacaciones allí para los niños desfavorecidos.

## La depresión, la ruptura e intento de suicidio.
El 31 de octubre de 2001, Mulder afirmó durante la grabación del canal francés France 2 "Tout le Monde en Parle" (Todo el mundo está hablando de ello), organizado por Thierry Ardisson, y con una audiencia presente en directo en el estudio, que varias personas, incluyendo los altos ejecutivos a su antigua agencia, Elite Model Management, y el príncipe Alberto de Mónaco, habían tratado de violarla. Por otra parte, Karen dijo que su propio padre la había hipnotizado a partir de la edad de dos años y luego la violó. Los productores de la muestra consideraron su inestabilidad emocional y no difundieron la entrevista. No sólo el show nunca salió al aire, sino también toda la grabación fue borrada.
Días más tarde, Mulder repitió sus acusaciones, esta vez para una revista semanal en una entrevista realizada en su apartamento de París. Pocas horas después de la entrevista, su hermana Saskia llegó y la llevó a Villa Montsouris, un hospital psiquiátrico especializado en trastornos como la depresión, la ansiedad y el delirio, donde permaneció por cinco meses. La estancia presuntamente fue pagada por el presidente de Elite Models, Gerald Marie, un viejo amigo suyo y uno de los acusados. (que se produjo después que la BBC sorprendió a Marie en una cámara oculta tratando de dar a una modelo de 15 años de edad, 300 libras por sexo, y jactándose de Elite Model Look para dormir con los competidores ese año).
El 11 de diciembre de 2002, después de sufrir durante años de depresión crónica, Mulder entró en coma después de una sobredosis de pastillas para dormir en un aparente intento de suicidio. Ella no dejó ninguna nota. Fue llevada de urgencia al Hospital Americano de Neuilly cuando los vecinos la encontraron inconsciente en el piso del apartamento de París sobre la exclusiva avenida Montaigne, donde se alojaba con sus amigos. Los padres de Mulder viajaron desde Países Bajos para estar a su lado junto con el exnovio Jean-Yves Le Fur. Le Fur fue supuestamente una de las personas que encontraron inconsciente a Mulder al llegar al apartamento después de que ella no respondiera a varias llamadas de teléfono. Despertó del coma al día siguiente.

## Regreso
En el verano de 2004, Mulder decidió volver a entrar en la industria de la música. Ella trabajó con el cantante, compositor, arreglista y letrista Daniel Chenevez, del grupo Niagara, para grabar un CD titulado Karen Mulder. El 30 de octubre de 2006, dio a luz a una hija, Anna.
El 1 de julio de 2007 regresó a la pasarela en el Dior Otoño / Invierno 08/07 Couture en París, junto a las modelos Naomi Campbell, Linda Evangelista, Helena Christensen, Amber Valletta, Shalom Harlow, y Stella Tennant.
El 1 de julio de 2009, el Daily Mail informó que Mulder fue arrestada en París por amenazar con atacar a su cirujano plástico. Aunque la naturaleza exacta del tipo de cirugía plástica se desconoce, y el resultado nunca se informó, Karen Mulder ha mantenido un perfil bajo después de todo este suplicio.